# Koszmosz–723
A Koszmosz–651 a szovjet USZ–A aktív radarfelderítő műhold szolgálati repülése volt.

## Küldetés
A szovjet Legenda (oroszul: Легенда) tengeri felderítő rendszerhez készült USZ–A típusú, aktív radarberendezéssel felszerelt felderítő műhold. A repülés a radarfelderítő műhold első kísérleti indítása volt, melynek során tesztelték a berendezést. A műholdba a BESZ–5 Buk nukleáris termoelektromos generátor teljes méretű makettjét építették. A Koszmosz–654 programját folytatta.

## Jellemzői
1975. április 2-án a Bajkonuri űrrepülőtér indítóállomásról egy Ciklon-2A hordozórakétával juttatták Föld körüli, közeli körpályára. Az orbitális egység pályája 89,65 perces, 65, fokos hajlásszögű, elliptikus pálya-perigeuma 247 kilométer, apogeuma 268 kilométer volt. Hasznos tömege 3800 kilogramm.Felépítése hengeres, átmérője 1.3 méter, magassága 10 méter. A sorozat felépítését, szerkezetét, alapvető fedélzeti rendszereit tekintve egységesített, szabványosított űreszköz.
1975. május 16-án az orbitális egység pályáját 103,66 perces, 64,72 fokos hajlásszögű, elliptikus pálya-perigeumát 990 kilométerre, apogeumát 974 kilométerre emelték. 2010-ben az űregység orbitális pályáját még korrigálták (14 alkalommal), biztosítva a közel körpályás haladási magasságot.
Szolgálati idejének vége ismeretlen.